# Christoph Maria Herbst
Christoph Maria Herbst (født 9. februar 1966 i Wuppertal, Tyskland) er en tysk skuespiller. Han kendes bl.a. fra tv-serien Stromberg.

## Filmografi

### Som skuespiller
- 1997: Sketch up
- 1998: Balko (krimiserie, afsnit: Terror im OP)
- 1998: Der Clown (tv-serie, 2. sæson, afsnit 5 og 6)
- 1998: Alarm für Cobra 11 - Die Autobahnpolizei (tv-serie, 3. sæson, afsnit 3)
- 1998: Der wirklich letzte Junggeselle
- 2000: Scharf aufs Leben (tv)
- 2001–2003, 2008: Ladykracher (tv-serie, 1. sæson afsnit 1-3 og 4. sæson afsnit 7)
- 2002: Lassie (kortfilm)
- 2002: SOKO Köln (tv-serie, 1. sæson, afsnit 6)
- 2003: 3 für Robin Hood
- 2004: Aus der Tiefe des Raumes
- 2004: (T)Raumschiff Surprise – Periode 1
- 2004: Der WiXXer
- 2004–2012: Stromberg (tv-serie i 46 afsnit)
- 2004: Das Zimmermädchen und der Millionär (tv)
- 2004: Erkan & Stefan in Der Tod kommt krass
- 2004: Im Dunkeln (kortfilm)
- 2005: Lorenz lacht (kortfilm)
- 2005: Der Fischer und seine Frau
- 2005: Vom Suchen und Finden der Liebe
- 2005: Mädchen über Bord (tv)
- 2006: Freunde für immer – Das Leben ist rund (tv)
- 2006: Hui Buh – Das Schlossgespenst
- 2006: Wo ist Fred?
- 2007: Die Aufschneider
- 2007: Hilfe! Hochzeit! – Die schlimmste Woche meines Lebens (tv)
- 2007: Neues vom WiXXer
- 2007: Hände weg von Mississippi
- 2007: Tramitz & Friends (tv-serie i 5 afsnit)
- 2007: Jakobs Bruder
- 2008: Don Quichote – Gib niemals auf! (tv)
- 2008: Zwei Weihnachtsmänner (tv)
- 2009: Wickie und die starken Männer
- 2009: Pastewka (tv-serie, 5. sæson, afsnit 1 og 5)
- 2010: Carlotta und die Wolke (kortfilm)
- 2010: Kreutzer kommt… in den Club (tv)
- 2010: Das Traumschiff – Bora Bora (tv)
- 2011: Wickie auf großer Fahrt
- 2012: Abend bei Freunden (kortfilm)
- 2012: Das Haus der Krokodile
- 2012: Und weg bist du (tv)
- 2012: Kreutzer kommt… ins Krankenhaus (tv)
- 2012: Götter wie wir (tv-serie, 1. sæson, afsnit 2)
- 2012: Achtung Polizei! – Alarm um 11 Uhr 11 (tv)
- 2012: Flemming – Gruppenspiele (tv)
- 2013: King Ping – Tippen Tappen Tödchen
- 2013: V8 – Du willst der Beste sein
- 2013: Geld her oder Autsch’n!
- 2013: 300 Worte Deutsch
- 2014: Stromberg – Der Film
- 2014: Männerhort
- 2014: Die Mamba
- 2014: 3 Türken und ein Baby
- 2015: Mara und der Feuerbringer
- 2015: Besser als Du (tv)
- 2015: Die Kleinen und die Bösen
- 2015: V8 – Die Rache der Nitros
- 2015: Er ist wieder da
- 2015: Highway to Hellas
- 2016: Die Dasslers – Pioniere, Brüder und Rivalen
- 2016: Die letzte Sau
- 2017: Zwischen Himmel und Hölle
- 2017: Kalt ist die Angst
- 2018: Pastewka (tv-serie, 8. sæson, afsnit 8)
- 2018: Jim Knopf und Lukas der Lokomotivführer
- 2018: Liliane Susewind – Ein tierisches Abenteuer
- 2018: Der Vorname
- 2018: Deutsch-Les-Landes (tv-serie)

### Synkronisering
- 2006: Urmel aus dem Eis - Doktor Zwengelmann
- 2007, 2012: Die Simpsons (The Simpsons, Zeichentrickserie) - Charles, Ricky Gervais
- 2008: Jasper und das Limonadenkomplott - Dr. Block
- 2008: Horton og Støvfolket Hvem - Horton
- 2008: Urmel voll in Fahrt - Eddie
- 2008: Willkommen bei den Sch’tis - Antoine Bailleul
- 2009: Mullewapp – Das große Kinoabenteuer der Freunde - Franz von Hahn
- 2010: Konferenz der Tiere - Hahn Charles
- 2013: Ritter Rost – Eisenhart & voll verbeult - Prinz Protz
- 2015: Stockmann - Stockmann
- 2016: Angry Birds – Der Film - Red
- 2017: Ritter Rost 2 – Das Schrottkomplott - Ritter Rost
- 2017: Die Schlümpfe – Das verlorene Dorf - Gargamel
- 2017: Emoji Filmen - Hi-5
- 2018: Peter Hase - Peter Hase